# Ликинг (окръг, Охайо)
Окръг Ликинг (на английски: Licking County) е окръг в щата Охайо, Съединени американски щати. Площта му е 1782 km², а населението - 145 491 души (2000). Административен център е град Нюарк.